# N977 (België)
De N977 is een gewestweg in de Belgische provincie Namen. Deze weg verbindt Biesme met Agimont.
De totale lengte van de N977 bedraagt ongeveer 28 kilometer.

## Plaatsen langs de N977
- Biesme
- Oret
- Stave
- Corenne
- Rosée
- Soulme
- Gochenée
- Agimont